# Elisabetta Perrone
Elisabetta Perrone (9 de julio de 1968, Camburzano) es una atleta italiana especialista en pruebas de marcha atlética que obtuvo la medalla de plata  en la distancia de 10 km marcha en los Juegos Olímpicos de Atlanta 1996.
Anteriormente, en el año 1992, había participado en los Juegos Olímpicos de Barcelona 1992, en la misma distancia de 10 km, terminando en el puesto 19.
Participó también en los Juegos Olímpicos de Sídney 2000, en los que fue descalificada, y en los Juegos Olímpicos de Atenas 2004, donde terminó en el puesto 18. En ambas ocasiones la participación se produjo sobre la distancia de 20 km, ya que la de 10 dejó de hacerse en los Juegos de Atlanta.
Su mejor marca está establecida en 1 h:27:09 para los 20 km (2001) y en 41:56 para los 10 km (1993).